# Souvigny
Souvigny là một xã ở tỉnh Allier thuộc miền trung nước Pháp.